# Убинівська сільська рада
| Убинівська сільська рада — орган місцевого самоврядування у Кам'янка-Бузькому районі Львівської області з адміністративним центром у с. Убині. Історична дата утворення: в 1994 році. Водоймища на території, підпорядкованій даній раді: річка Думна. Сільській раді підпорядковані населені пункти: - с. Убині |

## Склад ради
Рада складається з 12 депутатів та голови.

### Керівний склад ради
| ПІБ                      | Основні відомості                                                           | Дата обрання | Дата звільнення |
| ------------------------ | --------------------------------------------------------------------------- | ------------ | --------------- |
| Шеремета Ганна Василівна | Сільський голова, 1954 року народження, освіта, член Народного Руху України | 26.03.2006   | 31.10.2010      |
| Шеремета Ганна Василівна | Сільський голова, 1954 року народження, освіта, позапартійна                | 31.10.2010   |                 |

Примітка: таблиця складена за даними джерела